# Šonov
Šonov är en ort i Tjeckien. Den ligger i regionen Hradec Králové, i den nordöstra delen av landet, 150 km öster om huvudstaden Prag. Šonov ligger 440 meter över havet och antalet invånare är 308.